# Célio Amorim (remador)
Célio Dias Amorim (Brasília, 4 de janeiro de 1976) é um atleta brasileiro de remo. 
Bacharel em Educação Física, Célio já possui dez títulos brasileiros, um título sul-americano na categoria sênior do Campeonato Brasileiro Sênior de Remo ocorrido em São Paulo em 2014, um título mundial máster do Campeonato Mundial de Remo realizado na Hungria em 2019, uma medalha de ouro na categoria Quatro Sem Peso Leve Masculino e uma medalha de prata na categoria Oito Com Peso Leve no Campeonato Brasileiro de Remo sediado no Rio de Janeiro em 2011 e uma medalha de bronze na categoria Dois Sem Peso Leve no Campeonato Sul-Americano de Remo do Chile em 2012.
Também participou da delegação nacional que disputou os Jogos Pan-Americanos de 2011, em Guadalajara, no México e de três copas do mundo de remo, mas não obteve nenhuma medalha em tais competições.
Atualmente, é coordenador técnico de remo no Minas Brasilia Tênis Clube.

## Trajetória esportiva

### Início
Com obesidade infantil, Célio Amorim praticou vários esportes quando criança a fim de emagrecer, porém se identificou mais com o remo por ter conseguido vitórias nos primeiros torneios. Decidiu começar a carreira de remador de forma definitiva quando participou de edições da Copa Norte Nordeste que Brasília sediou. Nas raias do Lago Paranoá, o atleta brasiliense se destacou e, por isso, foi convocado para compor a seleção brasileira de remo, juntamente com atletas como Pedro Borges Pizarro e Camila Carvalho. 

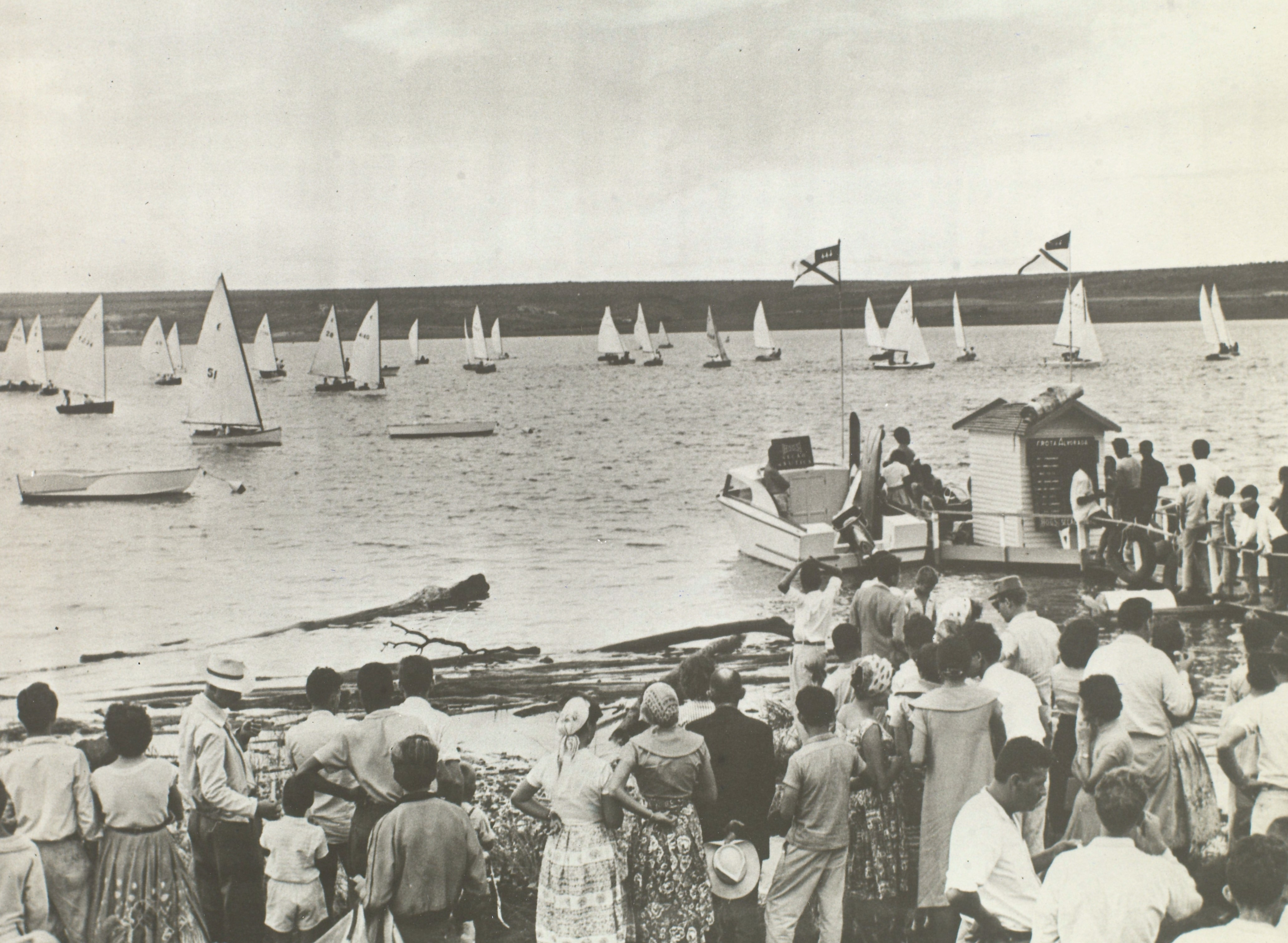
Lago Paranoá, local onde Célio Amorim se destacou nas Copas Norte Nordeste.

### Copas do Mundo de Remo
Na seleção, participou de várias edições da Copa do Mundo de Remo. Na de 2011, em Hamburgo, integrou o Quatro Sem Peso Leve Masculino com Renato Cataldo, João Hildebrando e Marcos Oscar Alves de Oliveira, alcançando a décima segunda colocação para o Brasil.
Em 2013, na copa da Inglaterra, o Brasil voltou a pontuar, com o sétimo lugar do Quatro Sem Peso Leve Masculino, com Célio Amorim integrando o time juntamente com Thiago Almeida, Marcos Oliveira e João Kubit. O país terminou a competição em trigésimo oitavo lugar, ao lado de Hong Kong e Hungria.
Na Copa do Mundo de Remo de 2014, na França, a primeira em que a seleção brasileira contou com três barcos no Double Skiff Peso Leve Masculino, Célio Amorim participou também com Thiago Almeida e Marcos de Oliveira, mais Renato César de Azevedo. Eles fecharam a raia em quinto lugar, em seis minutos, 22 segundos e 73 centésimos, ficando apenas doze segundos atrás dos vencedores poloneses. Assim, alcançaram a décima primeira posição para o Brasil na referida copa. 

### Ouro e prata no Campeonato Brasileiro de Remo de 2011
O atleta Célio Amorim conquistou medalha de ouro no Quatro Sem Peso Leve Masculino Sênior e medalha de prata no Oito Com Peso Leve Masculino no Campeonato Brasileiro de Remo de 2011, ocorrido nas raias da Lagoa Rodrigo de Freitas, no Rio de Janeiro. 
Representando a equipe Botafogo, no Quatro Sem Peso Leve Masculino Sênior, Célio integrou o grupo com Aílson Eráclito da Silva, Thiago Almeida e José Carlos Sobral Júnior, sendo que estes dois últimos não participavam de nenhuma competição desde 2003, quando, por 37 centésimos, perderam o topo do pódio na regata do double skiff peso leve, durante os Jogos Pan-Americanos de Santo Domingo, na República Dominicana. Mesmo assim, conseguiram o primeiro lugar no Campeonato Brasileiro de Remo de 2011, fazendo o percurso em seis minutos, 39 segundos e 86 centésimos e ficando dois segundos e quatro centésimos à frente da equipe Pinheiros, que levou a medalha de prata. 
Já no Oito Com Peso Leve Masculino, o remador representou a equipe Botafogo que se aliou à equipe Paulistano, integrando o grupo com Aílson Eráclito da Silva, Anderson Nocetti, Thiago Gomes, José Carlos Sobral Júnior, Thiago Almeida, Victor Bastos, Ronaldo Vargas e Cláudio da Silva. Conquistaram medalha de prata, fazendo o percurso em seis minutos, 18 segundos e 28 centésimos e ficando cinco segundos atrás da equipe Flamengo que se aliou ao Grêmio Náutico União.

### Bronze no Campeonato Sul Americano de Remo de 2012
No Campeonato Sul Americano de Remo de 2012, nas raias do Lago de Caruama, em Valparaíso, no Chile, Célio Dias Amorim e João Hildebrando Borges Júnior garantiram a medalha de bronze no Dois Sem Peso Leve Masculino. Os chilenos Carlo Lauro e Nicolai Fernandez faturaram a medalha de ouro, superando os argentinos Rodrigo Muñoz Santibañez e Felipe Cardenas Morales.

### Campeonato Brasileiro Sênior de Remo de 2014
Célio Amorim obteve título sênior no Campeonato Brasileiro Sênior de Remo ocorrido na raia da Universidade de São Paulo (USP) em 2014. Representando o time Botafogo ao lado de Aílson Eráclito, Anderson Nocetti e Fábio Moreira na modalidade Quatro Sem Masculino, conquistou quatro vitórias na véspera da prova final, sendo que nesta conquistou o ouro ao ficar à frente das guarnições de União e Flamengo, que conseguiram prata e bronze, respectivamente.

### Campeão Mundial de Remo Máster em 2019
Foi no World Rowing Masters Regatta 2019, Campeonato Mundial de Remo acontecido em Lake Velence, na Hungria, que Célio Amorim disputou e conquistou pela primeira vez um título máster.
Representando o Minas Brasília Tênis Clube, o atleta, juntamente com a equipe integrada por Carmen Armandio, Lourdes Proença, Clóvis Robert, Leandro Celes e Alexandre Dutra, foi campeão mundial da competição de remo, vencendo o four C misto, o double D misto e o double E misto. 

### Jogos Pan-Americanos de Guadalajara
O atleta Célio Amorim não conquistou nenhuma medalha no Quatro Sem Peso Leve Masculino e no Quatro Sem Timoneiro Masculino nos Jogos Pan-Americanos de 2011, ocorrido nas raias da Laguna de Zapotlán, na Ciudad Guzmán, a 123 quilômetros de Guadalajara, no México.
Sob a orientação do técnico Alexandre Fernandez, no Quatro Sem Peso Leve Masculino, Célio integrou o grupo com Thiago Almeida, Ailson Eráclito da Silva e José Carlos Sobral Júnior. Após terem alcançado o segundo lugar na repescagem, ficaram classificados para as finais, encerrarando o percurso de dois mil metros em seis minutos, 22 segundos e 27 centésimos, pouco atrás do barco cubano que terminou em primeiro. A competição foi acirrada, pois a equipe brasileira concluiu os primeiros mil metros apenas dois segundos atrás do grupo de Cuba. Depois, ao fim dos mil e quinhentos metros, diminuíram a diferença para os líderes para menos de um segundo, mas tiveram uma queda de rendimento no quarto final da prova e acabaram na segunda colocação. Já nas finais, não obtiveram êxito, ficando em último lugar entre os seis barcos que competiram, completando a prova em seis minutos, quinze segundos e 61 centésimos. Os vencedores foram os cubanos, que cravaram seis minutos, seis segundos e seis centésimos, mas experimentaram uma competição acirradíssima, pois passaram os primeiros quinhentos metros da regata na quarta posição, porém aceleraram na reta final do circuito e superaram a Argentina (seis minutos, seis segundos e 21 centésimos), que ficou com a prata. Quem levou o bronze foram os chilenos, que terminaram o percurso em seis minutos, seis segundos e 36 centésimos.
Também sob a orientação do técnico Alexandre Fernandez, no Quatro Sem Timoneiro Masculino, o remador integrou o grupo com Aílson Eráclito da Silva, Anderson Nocetti e Leandro Carvalho Atoji. Ficaram em sexto lugar, completando o percurso com o tempo de seis minutos, onze segundos e 72 centésimos, mais de sete segundos atrás da Argentina, que ficou com o ouro. O  Canadá com a prata, com trajeto finalizado em seis minutos, cinco segundos e 65 centésimos, e Cuba, com o bronze, concluindo a prova em seis minutos, seis segundos e 51 centésimos.

## Paixão pela música
Além do esporte, Célio Amorim tem como paixão a música. Fã de forró e choro, faz curso de música a fim de se aperfeiçoar no pandeiro, instrumento que carrega para qualquer lugar que viaja, inclusive nas viagens rumo aos campeonatos.